# Ганната
Ганната — древний город, лежавший недалеко от реки Турната, притока Тигра.
Здесь в 852 году до н. э. укрылся вавилонский царь Мардук-бел-усати, разбитый ассирийским царём Салманасаром II. В 851 году до н. э. была взята и разрушена. В 771 и 761 годах до н. э. на неё нападал ассирийский царь Ашшур-дан III.